# تانگلا اسمیت
تانگلا اسمیت (انگلیسی: Tangela Smith؛ زادهٔ ۱ آوریل ۱۹۷۷) بازیکن بسکتبال اهل ایالات متحده آمریکا است.
وی در مسابقات کشوری و بین‌المللی در مجموع برندهٔ ۱ مدال نقره شده‌است.